# Maladera fusca
Maladera fusca är en skalbaggsart som beskrevs av Frey 1972. Maladera fusca ingår i släktet Maladera och familjen Melolonthidae. Inga underarter finns listade i Catalogue of Life.